# CVP分析
CVP分析（CVPぶんせき 英: Cost-Volume-Profit Analysis）または損益分岐点分析（そんえきぶんきてんぶんせき）は、管理会計上の分析手法の1つである。利益と販売数量､コストの関係について行う分析方法である。

## 概要
CVP分析の"CVP"とは「コスト」(Cost) と「販売量」(Volume) と「利益」(Profit) の頭文字である。
具体的には、コストを変動費と固定費に区分した上で、売上高から変動費を差し引いて限界利益を算出し、限界利益を売上高で除して限界利益率を算出する。このとき、固定費を限界利益率で控除すれば、損益分岐点における売上高が算出される。

## 変動費と固定費
財務諸表上は、変動費と固定費は区分されていない。財務会計においては、原価計算が、直接原価でなく全部原価に基いて行われているためである。よってCVP分析を行うに当っては、まず財務諸表上の数値から変動費と固定費を推定することが必要となる。その手法としては、以下のものが挙げられる。
- 費目別精査法
- 最小自乗法
- 高低点法（一次関数で大雑把に固定費を出す方法。日商簿記検定２級では、これを使う。）
- スキャッターチャート法
- 工学的方法（IE法）

## 計算式
- 変動費率＝変動費÷売上高
- 限界利益＝売上高－変動費
- 限界利益率＝限界利益÷売上高＝1－変動費率
- 損益分岐点売上高－（固定費＋変動費）＝0
- 損益分岐点売上高－（固定費＋損益分岐点売上高×変動費率）＝0
- 損益分岐点売上高＝固定費÷（1－変動費率）
- 損益分岐点比率＝損益分岐点売上高÷売上高
- 損益分岐点比率＋安全余裕率＝1
- 安全余裕率＝（売上高－損益分岐点売上高）÷売上高＝1－損益分岐点比率
- 目標売上高－（変動費＋固定費）＝目標利益
- 目標売上高－（目標売上高×変動費率＋固定費）＝目標利益
- 損益分岐点売上高＝目標売上高×（1－目標安全余裕率）
- （損益分岐点上の）変動費＝損益分岐点売上高×変動費率

　　　　　　　　　　　　 ＝目標売上高×（1－目標安全余裕率）×変動費率

## 収支分岐点
収支分岐点は損益分岐点の経常収支バージョンともいえるものである。
損益分岐点の公式を　x＝f÷（１－v/s)　とする
（x:損益分岐点売上高　s:当期の売上高　v:当期の変動費　f:当期の固定費　n:非資金的な費用）
この公式に売上収入・費用（主に運転資金等）を加味して発展させると下記の公式になる
x＝[(f-n)-(期首売掛金＋期首棚卸資産－期首買掛債務)]÷[（１－v/s)-(売掛金回転期間＋棚卸資産回転期間－買掛債務回転期間)　]
となる。